# John M. Stahl
John Malcolm Stahl (Bakoe, 21 januari 1886 – Hollywood, 12 januari 1950) was een Amerikaans filmregisseur.

## Levensloop
Stahl werd geboren als Jacob Morris Stelitsky in Bakoe in Azerbeidzjan. Hij emigreerde als kind naar New York met zijn ouders. Hij begon er in 1914 te werken in de opkomende filmindustrie. In de jaren 20 ondertekende hij een contract bij Louis B. Mayer in Hollywood. In 1927 was Stahl een van de 36 stichtende leden van de AMPAS. Tussen 1927 en 1930 was hij de directeur van de onafhankelijke studio Tiffany-Stahl Pictures. Meerdere films van Stahl werden genomineerd voor een Oscar.
Stahl stierf op 63-jarige leeftijd aan de gevolgen van een hartaanval.

## Filmografie
- 1918: Wives of Men
- 1919: Her Code of Honor
- 1919: The Woman Under Oath
- 1920: The Woman in His House
- 1921: Sowing the Wind
- 1921: The Child Thou Gavest Me
- 1922: The Song of Life
- 1922: One Clear Call
- 1923: The Dangerous Age
- 1923: The Wanters
- 1924: Why Men Leave Home
- 1924: Husbands and Lovers
- 1925: Fine Clothes
- 1926: The Gay Deceiver
- 1926: Memory Lane
- 1927: Lovers
- 1927: In Old Kentucky
- 1930: A Lady Surrenders
- 1931: Seed
- 1931: Strictly Dishonorable
- 1932: Back Street
- 1933: Only Yesterday
- 1934: Imitation of Life
- 1935: Magnificent Obsession
- 1937: Parnell
- 1938: Letter of Introduction
- 1939: When Tomorrow Comes
- 1941: Our Wife
- 1943: Immortal Sergeant
- 1943: Holy Matrimony
- 1944: The Eve of St. Mark
- 1944: The Keys of the Kingdom
- 1945: Leave Her to Heaven
- 1947: The Foxes of Harrow
- 1948: The Walls of Jericho
- 1949: Father Was a Fullback
- 1949: Oh, You Beautiful Doll